# Seqüència reguladora
Una seqüència reguladora (també anomenada regió reguladora o element regulador) és un segment d'ADN on les proteïnes d'unió a l'ADN, com ara els factors de transcripció, es lliguen de manera preferent. Aquestes regions o seqüències reguladores, que corresponen normalment a trams curts de l'ADN, es troben posicionades adequadament en el genoma, usualment a una curta distància "cap amunt" (upstream) del gen que regulen. Com a exemple, aquestes proteïnes reguladores poden reclutar el complex proteic ARN polimerasa i, d'aquesta manera, controlar l'expressió gènica i, per tant, l'expressió de les proteïnes.
Les seqüències reguladores es poden trobar també a l'ARN missatger (ARNm) però no estan, en general, tan ben estudiades com les de l'ADN. Podrien enllaçar a proteïnes d'unió a l'ARN o micro ARN (miRNA).
En són exemples la Caixa CAAT, Caixa CCAAT, Operador (element d'un operó), Caixa Pribnow, Caixa TATA, Element SECIS, ARNm, Senyal de poliadenilació, ARNm, Caixa A, Caixa Z, Caixa C, Caixa E, Caixa G.